# Target Center
Het Target Center is een indoor-sportstadion gelegen in Minneapolis. Vaste bespelers zijn de Minnesota Timberwolves & Minnesota Lynx. Met een capaciteit van 19.936 zitplaatsen (bij basketbalwedstrijden) is het de grootste indoor arena van de staat Minnesota.